# Bezimienna panna młoda
Bezimienna panna młoda albo Epos o Gilgameszu (This Unnameable Little Broom/ Epic of Gilgamesh/ Little Songs of the Chief Officer of Hunar Louse, or This Unnameable Little Broom, Being a Largely Disguised Reduction of the Epic of Gilgamesh, Tableau II) – animacja braci Quay z 1985 roku.